# バディ・リード
マイケル・エリオット・リード（Michael Elliott Reed、1995年4月27日 - ）は、アメリカ合衆国 ニューヨーク州ニューヨーク市ブロンクス区出身のプロ野球選手（外野手）。MLBのテキサス・レンジャーズ傘下所属。右投両打。

## 経歴

### プロ入り前
2013年のMLBドラフトでテキサス・レンジャーズから35巡目（全体1060位）で指名されたが、契約せずフロリダ大学に進学した。

### プロ入りとパドレス傘下時代
2016年のMLBドラフトでサンディエゴ・パドレスから2巡目（全体48位）で指名され、プロ入り。契約後はA-級トリシティ・ダストデビルズでプロデビューし、51試合に出場して打率.254、13打点、15盗塁を記録した。
2017年はA級フォートウェイン・ティンキャップスで88試合に出場して打率.234、6本塁打、35打点を記録した。
2018年はA+級レイクエルシノア・ストームとAA級サンアントニオ・ミッションズの2球団に所属し、合計122試合で打率.271、13本塁打、62打点、51盗塁を記録した。
2019年はAA級アマリロ・ソッドプードルズで121試合に出場し、打率.228、14本塁打、50打点、23盗塁を記録した。

### アスレチックス傘下時代
2019年12月12日、ジュリクソン・プロファーとのトレードの後日発表選手としてオークランド・アスレチックスに移籍した。
2020年は新型コロナウイルスの感染拡大の影響でマイナーリーグが開催されなかったため、公式戦には出場しなかった。
2021年はAAA級ラスベガス・アビエイターズで43試合に出場し、打率.247、1本塁打、13打点、3盗塁を記録した。
2022年AAA級ラスベガスで20試合に出場し、打率.196、0本塁打、3打点という成績に終わり、5月10日に自由契約となった。

### ドジャース傘下時代
2022年6月18日にロサンゼルス・ドジャースとマイナー契約を結んだ。
2023年はAAA級オクラホマシティ・ドジャースで8試合に出場し、打率.191、2本塁打、6打点という成績だった。4月29日に自由契約となった。

### ブルワーズ傘下時代
2023年5月13日にミルウォーキー・ブルワーズとマイナー契約を結んだ。AAA級ナッシュビル・サウンズで29試合に出場し、打率.207、2本塁打、11打点、4盗塁を記録したが、7月13日に自由契約となった。

### レンジャーズ傘下時代
2023年12月18日にテキサス・レンジャーズとマイナー契約を結んだ。